# Broccoli The Night
Broccoli The Night（ブロッコリー ザ ナイト）は、2004年10月-2006年3月に毎週金曜日26:30～28:00に放送されていたラジオ関西のブロッコリー関連アニラジ番組枠。通称「BTN」。
ラジオ関西東京スタジオ収録、音泉にて聴取とEメール投稿が可能だった。「BTN」枠終了後2006年秋改編で金曜27:30の枠が菜の花すみれと富田麻帆のサタデーナイトチャレンジからブロッコリー関連番]になった）
- - 26:30～27:00枠
- 浪川大輔と新谷良子のカオシック×アクエリアンナイト
- 温子と隼人のアクエリ放送局
- ラジオトゥルーティアーズ るいと穂香の瑞鳳学園放送部(T T)（音泉では翌水曜日配信）

- - 27:00～27:30枠
- 佐藤裕美のヒロミデンパ
- 佐藤裕美のコミデジ(#1~#6)→佐藤ひろ美のコミデジ(#7~#22)（音泉では翌火曜日更新）
  - 2006年4月からはBTN枠から外れ、「佐藤ひろ美のコミデジ+」を音泉配信のみ

- - 27:30～28:00枠
- みか・もりしゃんのぴんくだよ!ぶらっくどらごん
  - みか・もりしゃんのGamers Amusement Station
- 水野良Produce りょーことゆーなの G☆A☆（27:30～28:00、音泉では翌木曜日更新）

| ラジオ関西 金曜26:30～27:30枠 | ラジオ関西 金曜26:30～27:30枠 | ラジオ関西 金曜26:30～27:30枠 |
| 前番組                        | 番組名                        | 次番組                        |
| ----------------------------- | ----------------------------- | ----------------------------- |
| ‐                             | Broccoli The Night            | ＜音泉＞ANNEX                 |